# Effortless
Effortless är en låt framförd av Jacqline Mossberg Mounkassa i Melodifestivalen 2024. Låten som deltog i den tredje deltävlingen, gick direkt vidare till final.
Låten är skriven av Dino Medanhodzic, Jimmy Jansson, Moa Carlebecker, Thomas G:son och artisten själv.